# Tuca Vieira
Tuca Vieira (San Paolo, 8 settembre 1974) è un fotografo brasiliano, viene considerato l'autore della fotografia di disuguaglianza più famosa al mondo.

## Biografia e carriera

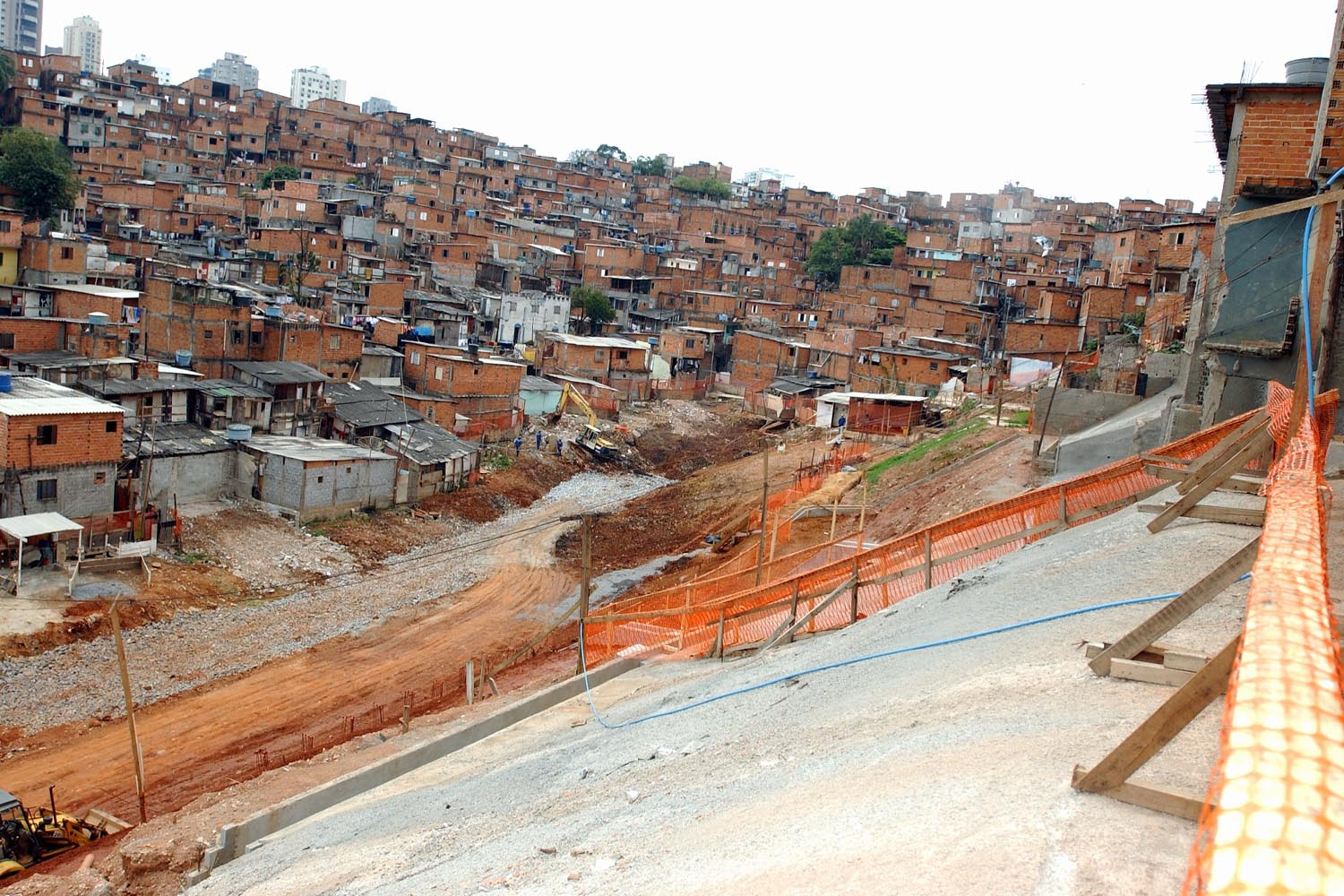
Paraisópolis, favela di San Paolo in un'immagine del 2007

Il fotografo Tuca Vieira è nato a San Paolo in Brasile nel 1974 e all'età di trent'anni e divenuto famoso a livello internazionale per aver scattato la fotografia di disuguaglianza più famosa al mondo, cioè l'immagine che riesce a rendere immediatamente la differenza tra il mondo dei più ricchi e quello dei più poveri. Il fotografo brasiliano stava lavorando come fotoreporter per il quotidiano Folha de S. Paulo quando, nel 2004, ha scattato l'immagine di Paraisópolis, favela di San Paolo, accanto al ricco quartiere di Morumbi. Il successo non è stato immediato ma è arrivato solo più tardi, con la pubblicazione della foto in Europa. Con quell'immagine Vieira divenne e rimane famoso, riuscendo poi a pubblicare alcuni suoi volumi e partecipando alla preparazione di altri, ottenendo anche diversi riconoscimenti.

## Pubblicazioni
- (PT) Tuca Vieira, Atlas fotográfico da cidade de São Paulo e arredores, São Paulo, Museu da Cidade de São Paulo, Cidade de São Paulo Cultura, 2020, OCLC 1309890704.
- (PT) Peixe-Elétrico #09 End, Tuca Vieira (fotografia), São Paulo, e-galáxia, 2019, OCLC 1237408076.
- (PT) Futuros em gestação: cidade, política e pandemia, con Guilherme Wisnik, São Paulo, Editora Escola da Cidade, 2022, OCLC 1350791916.

## Riconoscimenti
- 2021 - Prêmio Jabuti, premio letterario brasiliano istituito nel 1959, per l'arte.[5]
- 2016 - Premio APCA Architettura, premio della critica teatrale brasiliana istituito nel 1956, per la categoria ricerca.[6]
- 2013 - Premio Funarte de Arte Contemporânea.[7]